# Heritiera littoralis
Heritiera littoralis Dryand., 1789 è una pianta della famiglia Malvaceae, diffusa nelle foreste costiere dell'oceano Indiano e del Pacifico centro-occidentale, dall'Africa alla Melanesia.

## Distribuzione e habitat

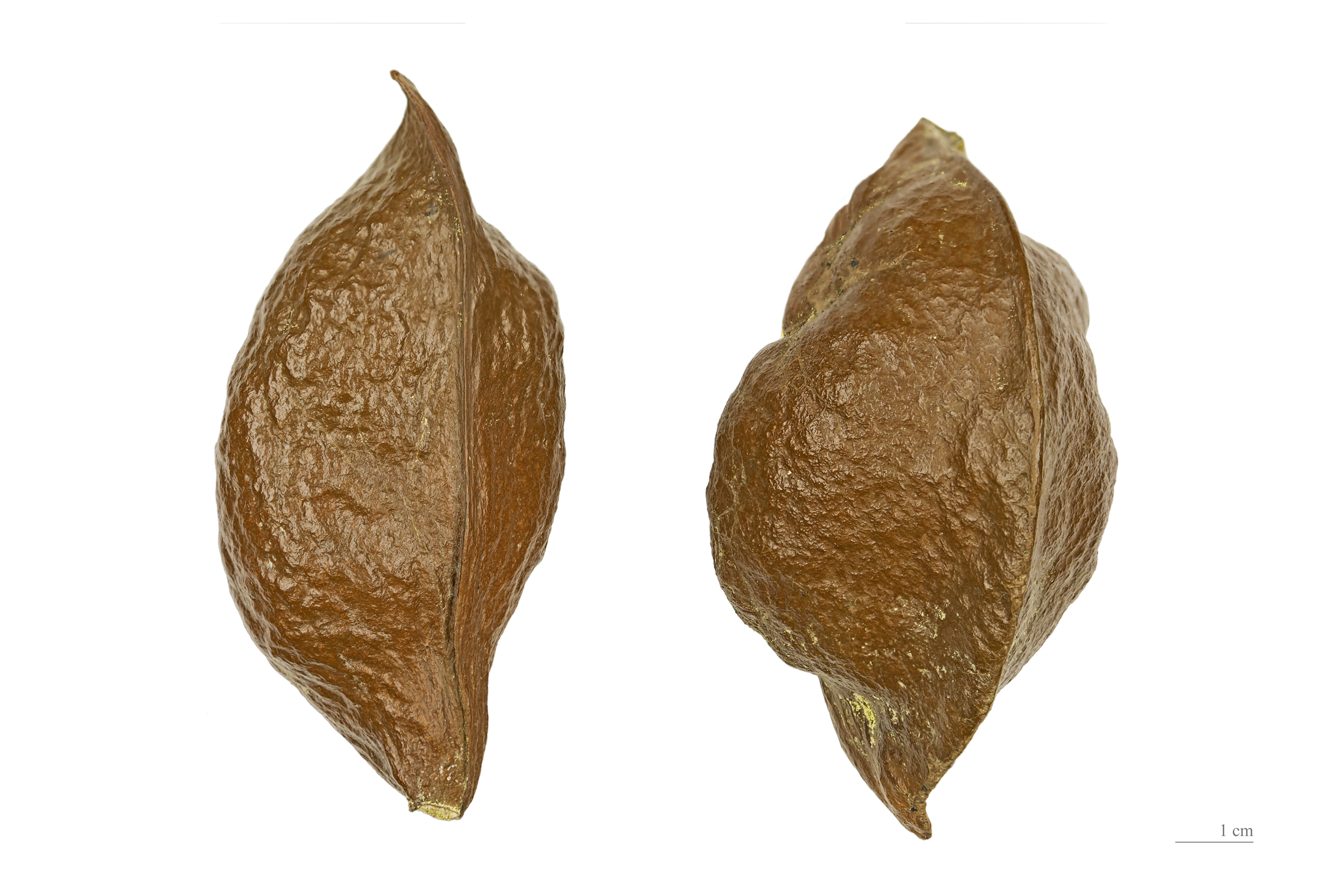
Semi di Heritiera littoralis

La specie popola le mangrovie dell'Africa orientale (Kenya, Madagascar, Mozambico, Tanzania), dell'Asia sud-orientale (Brunei, Cina meridionale, Taiwan, India, Indonesia, Giappone, Malaysia, Filippine, Singapore, Sri Lanka, Thailandia, Vietnam, Cambogia) e dell'Australasia (Australia settentrionale e orientale, Micronesia, Figi, Guam, Nuova Caledonia, Palau, Papua Nuova Guinea, Isole Salomone, Tonga, Vanuatu).